# Mōko Shūrai Ekotoba

Samurai Suenaga erwehrt sich der Mongolen, die ihn mit Pfeilen und Bomben attackieren, zweite Version

Mōko Shūrai Ekotoba (japanisch 蒙古襲来絵詞, deutsch etwa: „Illustrierte Geschichte der Mongoleninvasion“, auch: Takezaki Suenaga Ekotoba (竹崎季長絵詞)) bezeichnet zwei illustrierte Schriftrollen (Emakimono), die in der Kamakura-Zeit, zwischen 1275 und 1293, in Japan entstanden sind. Der Verfasser der Schriftrollen ist unbekannt, doch wurden sie vom Takezaki Suenaga, einem Samurai der Provinz Higo in Auftrag gegeben, um seine Leistungen und Erfolge während der Mongoleninvasionen in Japan zu verewigen.

## Überblick
Die Abbildungen zeigen Szenen der Kämpfe zwischen den Invasionsarmeen der Mongolen und den Verteidigern zu Lande und auf hoher See. Einige Szenen werden durch Texte kommentiert. Von den Schriftrollen gibt es mehrere Versionen: das Original aus dem 13. Jahrhundert, eine Kopie aus dem 18. Jahrhundert, eine von Fukuda Taika gezeichnete Kopie aus dem 19. Jahrhundert sowie eine Rekonstruktion aus dem 21. Jahrhundert. Das Original aus dem 13. Jahrhundert wird gegenwärtig im „Museum of the Imperial Collections“ des Kaiserpalasts Tokio im Stadtteil Chiyoda aufbewahrt.

## Abbildungen
Wiedergabe der Mōko Shūrai Ekotoba aus dem 13. Jahrhundert.

Vorderseite Teil 1: Bun’ei no yaku Textabschnitt 1 bis 4, Bild 1 bis 7

Vorderseite Teil 2: Bun’ei no yaku Textabschnitt 5, Bild 5 bis 8

Vorderseite Teil 3: Kamakura Textabschnitt 6 bis 9, Bild 9 und 10

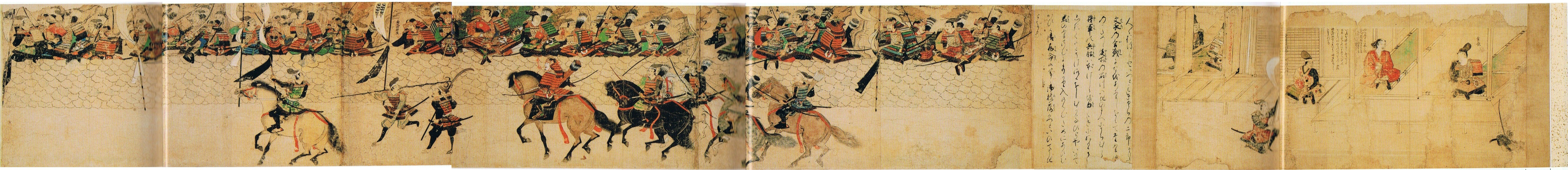
Rückseite Teil 1: Kōan Textabschnitt 10, Bild 11 und 12

Rückseite Teil 2: Kōan Textabschnitt 11 bis 13, Bild 12 bis 17

Rückseite Teil 3: Kōan Textabschnitt 13 bis 16, Bild 18 bis 21

Details

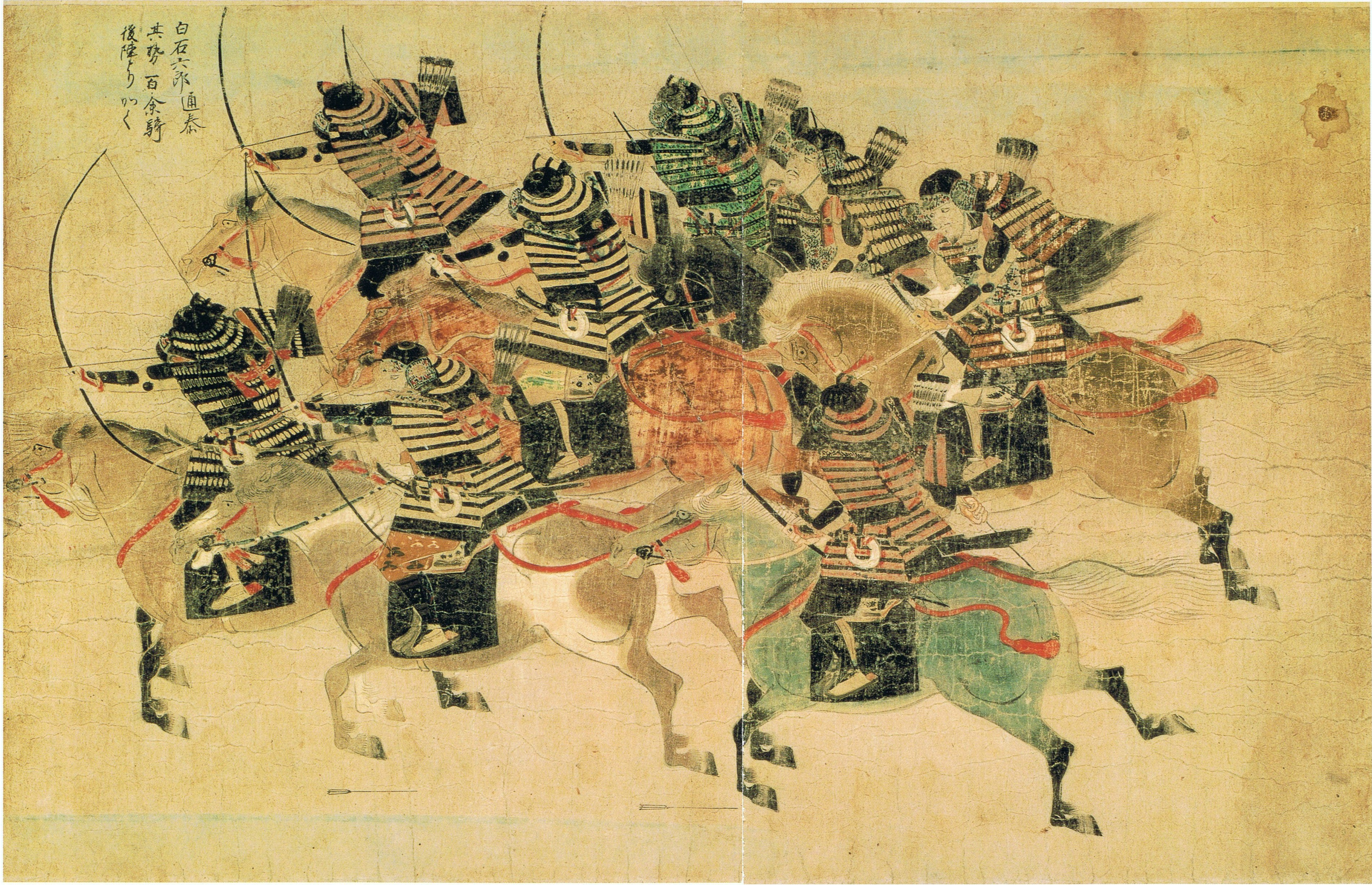
Japanische Reiterei, Mōko Shūrai Ekotoba (13. Jahrhundert)
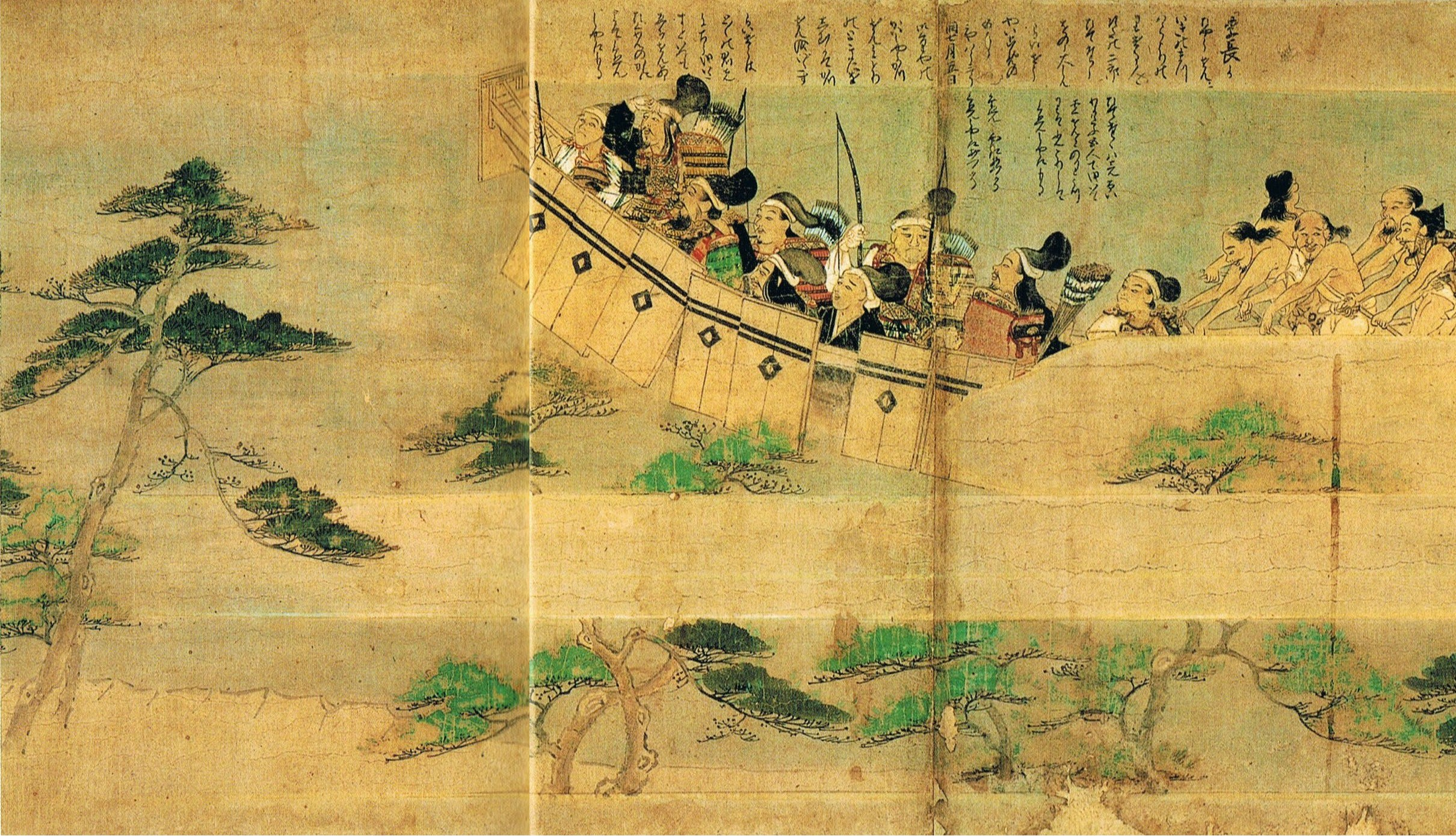
Japanische Verteidiger, Mōko Shūrai Ekotoba (13. Jahrhundert)
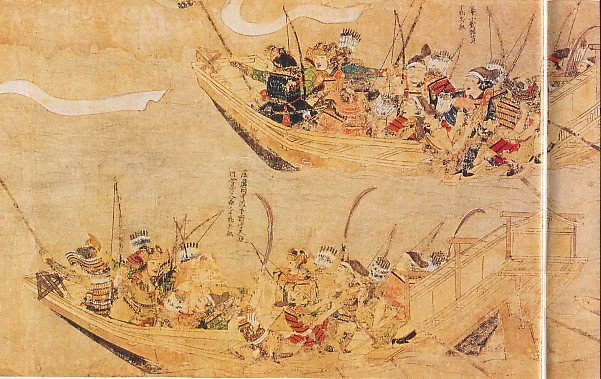
Japanische Kriegsschiffe, Mōko Shūrai Ekotoba (13. Jahrhundert)
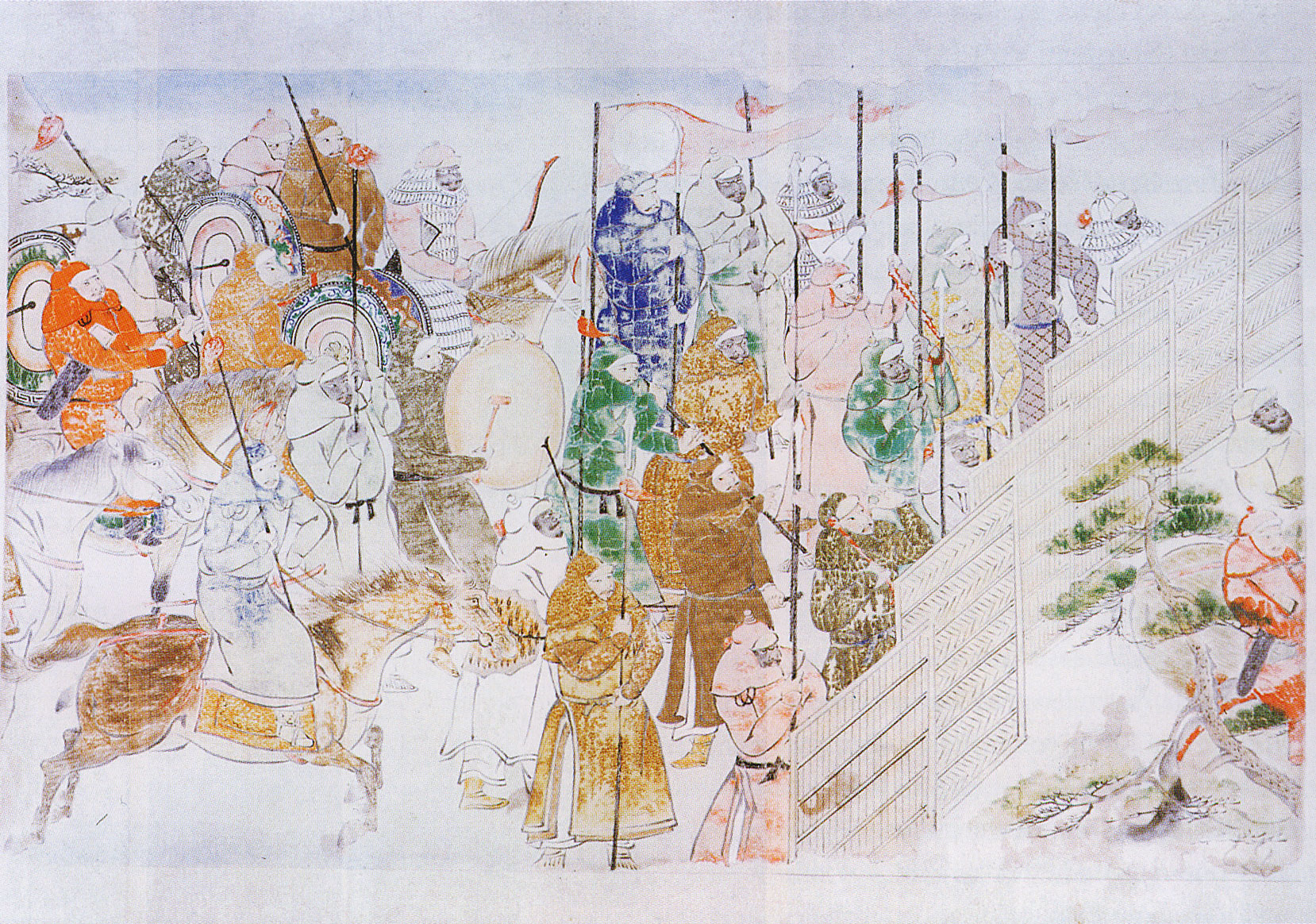
Mongolische Kämpfer, zweite Version (19. Jahrhundert)
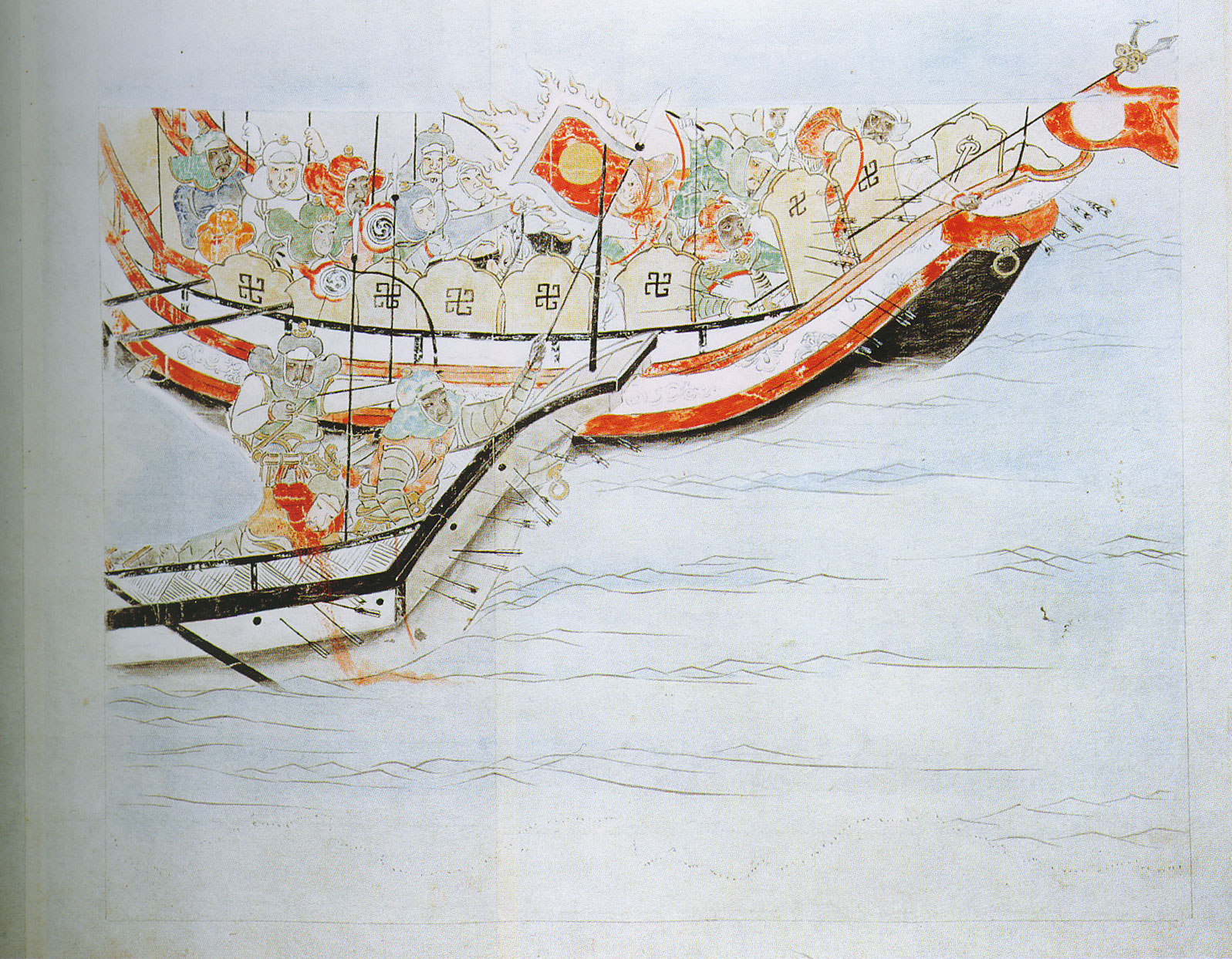
Mongolische Kriegsschiffe, zweite Version (19. Jahrhundert)